# Raincheval
Raincheval (picardisch: Rainchveu) ist eine nordfranzösische Gemeinde mit 262 Einwohnern (Stand 1. Januar 2022) im Département Somme in der Region Hauts-de-France. Die Gemeinde gehört zum Kanton Albert und ist Teil der Communauté de communes du Pays du Coquelicot.

## Geographie
Die Gemeinde liegt rund 25 km nordnordwestlich von Amiens östlich der Départementsstraße D11 von Amiens Richtung Arras und an der Départementsstraße D31 von Candas nach Léalvillers.

## Einwohner
| 1962 | 1968 | 1975 | 1982 | 1990 | 1999 | 2006 | 2010 |
| ---- | ---- | ---- | ---- | ---- | ---- | ---- | ---- |
| 243  | 259  | 260  | 226  | 233  | 244  | 261  | 293  |

## Verwaltung
Bürgermeister (maire) ist seit 2001 Jean-Pierre Billore.

## Sehenswürdigkeiten
- Kirche Saint-Nicolas aus dem Jahr 1869
- Das 1719 erbaute Schloss, 1975 als Monument historique klassifiziert (Base Mérimée PA00116224).
- Ruine der alten Mühle